# The River
The River je dvostruki album Brucea Springsteena iz 1980.

## Povijest
Izvori za The River sežu u ranije dijelove Springsteenove karijere. "Independence Day", "Point Blank", "The Ties That Bind", "Ramrod" i "Sherry Darling" napisane su kad i pjesme za prethodni album Darkness on the Edge of Town te su izvođene na turneji iz 1978.
Album je originalno trebao biti u jednom dijelu nazvan The Ties That Bind i objavljen krajem 1979., ali Springsteen je mislio kako je "previše pop" i dodao mračnijeg materijala nakon što je napisao "The River". I doista, The River je postao poznat kao kombinacija ispraznog i uzvišenog. Bilo je to namjerno, i u kontrastu s Darknessom, kao što je Springsteen rekao u intervjuu, "Rock and roll uvijek je bio užitak, stvar koja je na svoj način najljepša stvar u životu. Ali smisao rocka je i čvrstoća i hladnoća i usamljenost ... Konačno sam shvatio da život ima paradoksa, mnogo njih, i morate živjeti s njima."
"Hungry Heart" je bio prvi hit singl na američkoj pop ljestvici koji se probio u top 10, na peto mjesto. (Springsteen je namjeravao napisati pjesmu za sebe jer ju je originalno napisao Ramonese; menadžer/producent Jon Landau nagovorio ga je da ju zadrži za sebe). Album je dostigao prvo mjesto na američkoj pop ljestvici albuma i prodao se u 1,6 milijuna primjeraka u Americi između svog izlaska i Božića. Prodaja je opala kad je objavljen drugi razočaravajući singl "Fade Away" koji je dosegao tek 20. mjesto; često se postavljalo pitanje koliko je bilo pametno objaviti tu pjesmu kao drugi singl.
Nakon albuma je slijedila duga turneja po Sjevernoj Americi i Zapadnoj Europi tijekom 1980. i 1981. Neke ritmične rock pjesme postale su koncertne uspješnice u sljedećim desetljećima, uključujući "Cadillac Ranch", "Ramrod" i "Out in the Street" (tako optimistična pjesma da ju je Springsteen umalo maknuo s albuma), kao i "Two Hearts".
Od izlaska, The River je zaradio nekoliko platinastih naklada u SAD-u i postao jedan od Springsteenovih najprodavanijih albuma. Rolling Stone ga je 2003. uvrstio na 250. mjesto 500 najvećih albuma svih vremena.
"Drive All Night" i "Stolen Car" igraju ključnu ulogu u određenju ugođaja filma Cop Land iz 1997.
"Drive All Night" i "Out In The Street" pojavile su se u filmu Prazan grad iz 2007., a album se spominjao nekoliko puta.

## Popis pjesama

### Strana 1
Tekstovi i glazba: Bruce Springsteen. 
| Br. | Skladba              | Trajanje |
| --- | -------------------- | -------- |
| 1.  | »The Ties That Bind« | 3:34     |
| 2.  | »Sherry Darling«     | 4:03     |
| 3.  | »Jackson Cage«       | 3:04     |
| 4.  | »Two Hearts«         | 2:45     |
| 5.  | »Independence Day«   | 4:50     |

### Strana 2
Tekstovi i glazba: Bruce Springsteen. 
| Br. | Skladba                                   | Trajanje |
| --- | ----------------------------------------- | -------- |
| 1.  | »Hungry Heart«                            | 3:19     |
| 2.  | »Out in the Street«                       | 4:17     |
| 3.  | »Crush on You«                            | 3:10     |
| 4.  | »You Can Look (But You Better Not Touch)« | 2:37     |
| 5.  | »I Wanna Marry You«                       | 3:30     |
| 6.  | »The River«                               | 5:01     |

### Strana 3
Tekstovi i glazba: Bruce Springsteen. 
| Br. | Skladba          | Trajanje |
| --- | ---------------- | -------- |
| 1.  | »Point Blank«    | 6:06     |
| 2.  | »Cadillac Ranch« | 3:03     |
| 3.  | »I'm a Rocker«   | 3:36     |
| 4.  | »Fade Away«      | 4:46     |
| 5.  | »Stolen Car«     | 3:54     |

### Strana 4
Tekstovi i glazba: Bruce Springsteen. 
| Br. | Skladba                | Trajanje |
| --- | ---------------------- | -------- |
| 1.  | »Ramrod«               | 4:05     |
| 2.  | »The Price You Pay«    | 5:29     |
| 3.  | »Drive All Night«      | 8:33     |
| 4.  | »Wreck on the Highway« | 3:54     |

## Popis izvođača

### E Street Band
- Roy Bittan – klavir, orgulje na "I'm a Rocker" and "Drive All Night", prateći vokali
- Clarence Clemons – saksofon, perkusije, prateći vokali
- Danny Federici – orgulje, gloknšpil
- Bruce Springsteen – vokali, električna gitara, harmonika, klavir na "Drive All Night"
- Garry Tallent – bas
- Steven Van Zandt – akustična gitara, električna gitara, solo gitara na "Crush on You", prateći vokali
- Max Weinberg – bubnjevi

### Ostalo izvođači
- Howard Kaylan, Mark Volman – prateći vokali na "Hungry Heart"

### Produkcija
- Bruce Springsteen, Jon Landau, Steve Van Zandt – producenti
- Neil Dorfsman – tehničar
- Bob Clearmountain – mikser
- Chuck Plotkin – mikser
- Toby Scott – mikser
- Frank Stefanko – omot

## Vanjske poveznice
- Tekstovi s albuma i audio isječci  Arhivirana inačica izvorne stranice od 2. listopada 2003. (Wayback Machine)